# Мифы Аркадии
Ключевой аркадский миф рассказывает о Зевсе и Каллисто. Традиция устанавливает непрерывную родословную по мужской линии от Аркада, сына Зевса, до исторического царя Аркадии Аристократа II (начало VII века до н. э.), и большая часть царей входит в единую разветвлённую родословную, приводимую у Павсания. Однако ряд персонажей с ней не соприкасается (например, Фегей, связанный с мифом об Алкмеоне).

Живших в Аркадии, вдоль под Килленской горою высокой,
Близко могилы Эпита, мужей рукопашных на битвах;
В Феносе живший народ, в Орхомене, стадами богатом,
В Рипе, Стратии мужей обитавших и в бурной Эниспе,
И Тегеи в стенах, и в странах Мантинеи весёлой;
В Стимфале живших мужей и в Парразии нивы пахавших,-
Сими начальствуя, отрасль Анкеева, царь Агапенор
Гнал шестьдесят кораблей; многочисленны в каждом из оных
Мужи сидели аркадские, сильно искусные в битвах.
(Гомер. Илиада II 603—611, перевод Н. И. Гнедича)
Божества:
- Зевс. Аркадия считалась одним из мест его рождения. Также там родились Гермес и Пан, по редкой версии, также Афина.
- Аполлон. С ним связаны мифы о Дафне, Скефре, Иаме. Его сыновья Мараф, Онкий.
- Посейдон. Мало присутствует. Превратился в лошадь, и кобылица Деметра родила от него Ариона.
- Геракл. Отец Евера (от Парфенопы), Телефа (от Авги), Эхефрона и Промаха (от Псофиды), Эхмагора (от Фиало). Аркадяне выступают как союзники Геракла в борьбе со спартанцами.
- Артемида. Важная фигура. Её спутницы (рассматриваемые в науке как её образы): Каллисто, Дафна, Сиринга, отчасти дева Аталанта, с ней связана Керинейская лань и Стимфалийские птицы.

## Топонимы
- Аркадия. Страна[1] По Эфору, писавшему со слов аркадян, их цари в древности жили до 300 лет[2]. Сообщают, что год аркадян первоначально был трехмесячным[3].

Павсаний называет следующие города Аркадии: Акасесион, Аконтион, Алея, Амил, Асея, Басилида, Бассы, Бафос, Белемина, Буфагион, Алифера, Гортис, Гемонии, Герея, Гипсус, Дасея, Дипея, Дипены, Кафии, Клитор, Котилон, Кретея, Кромны (Кромы), Кинефа, Лусы, Ликоя, Ликосура, Макареи, Менал, Мании, Мантинея, Мегалополь, Меленеи, Мелпея, Мефидрион, Нонакрида, Орхомен, Оресфасион, Паллантион, Паос, Перефис, Псофид, Стимфал, Суматион, Тегея, Тевфис, Трапезунт, Триколоны, Фесана, Фаланф, Феней, Фигалия, Фелпуса, Фисоя, Фокния, Фиреон, Харисия, Гелиссон.
Согласно анализу Й. Хейнича, в большинстве случаев в изложении мифов у Павсания представлена общеаркадская традиция. Специфическая местная традиция изложена для города Буфаг, Кафии, Феней, Тевфид, Фелпуса. Компромисс аркадской и местной традиций: Мантинея, Мефидр, Орхомен, Фигалия, Псофида, Стимфал, Тегея.
Неидентифицированные города Аркадии: Диопа (упомянута Стефаном Византийским), Эниспа (у Гомера), Фея (у Гомера, Ферекида), Рипа (у Гомера), Стратия (Илиада II 606, Стефан Византийский), Алланта, Анфана, Эфира (Стефан Византийский), Элида, Ева, Фориея, Гисии (? спутаны с Гисиями в Арголиде), Лила, Пилы, Фены.
- Апиданийцы. Народ Аркадии[6].
- Аркадяне[7].
- Артемисий. Гора, где жила Керинейская лань[8].
- Ахелой. Река в Аркадии, течет с горы Ликея, приток Алфея[9].
- Буфаг. Река в Аркадии, впадающая в Алфей[10].
- Гелиссон. Река, на которой был основан Мегалополь[11].
- Гиппоман. «Конское безумие». Трава из Аркадии[12], либо животный яд, выделяемый в период случки[13].
- Келадонт. Река, у которой воевали пилосцы и аркадяне[14].
- Киллена. Местность в Аркадии[15].
- Клитор. Город. В нём справляли игры в честь Персефоны[16].
- Корифеи. Дем тегеатов[17].
- Ладон. Река в Аркадии. При переправе через реку Геракл поймал Керинейскую лань[8]. Считается самой красивой в Элладе, с ней связан миф о Дафне[18].
- Ликей. Гора в Аркадии.
- Ликейский. («Волчий») Эпитет Зевса. Жертвенник на горе Ликея, с которого виден почти весь Пелопоннес[19]. Дамарх аркадянин, принося ему жертву, превратился в волка, а через 10 лет опять стал человеком и одержал победу в Олимпии[20].
- Ликосура. Самый древний город в мире[21].
- Макария (город в Аркадии).
- Мантинея. Город[22].
- Менал (Майнал). Гора в Аркадии.
- Орестейон. Святилище в Аркадии[23].
- Оресфасий. Город в Аркадии, упоминается Ферекидом[24].
- Орхомен. Город в Аркадии[25].
- Паррасий. Гора, по одной из версий, там был рожден Зевс. Апиданы называют её «Ложницей Реи»[26].
- Парфений (Партений). Гора[27].
- Псофида. Город в Аркадии. Названа по имени Псофида или Псофиды[28]. Основана внуком или внучкой Эриманфа (Любкер Ф. Реальный словарь классических древностей. М., 2001. В 3 т. Т.3. С.170).
- Псофидяне. Жители[29].
- Стикс. Ручей в Аркадии[30].
- Стимфал. Город в Аркадии[31].
- Стимфалийское болото (Аполлодор). Император Адриан устроил водопровод от Стимфалийского озера в Коринф[32]. Жители у Стимфалийского озера происходили от Гермеса[33].
- Тегея. Город[34].
- Телфуса. Город в Аркадии.
- Трапезунт. Местность в Аркадии[35]. Слово to-pe-za (трапеза, «стол») встречается в микенских текстах[36].
- Фелпуса (Телпуса, аркад. Талпуса). Полис в Аркадии, зависел от аркадского Орхомена[37].
- Фолоя. Гора в Аркадии[38]. Область[39].
- Эриманф. Гора[39].

## Царские династии
- Авлон. Из Аркадии. Сын Тлесимена[40]. Святилище в Спарте[40].
- Автолай. Побочный сын царя Аркада[41]. Воспитал Асклепия в Тельпусе (Аркадия)[42].
- Агамед. Сын Стимфала, отец Керкиона. Из Аркадии[43]. См. Агамед
- Агелай. Сын Стимфала, отец Фаланфа[44].
- Агенор. Сын Фегея. Убийца Алкмеона. По версии, убит сыновьями Алкмеона[29].
- Азан.
- Аксион. Сын Фегея. Убийца Алкмеона[45].
- Алазиг. Сын Галиррофия и Алкионы[46].
- Алкиона. Жена Галиррофия, сына Периера. Мать Сема и Алазига[46]. Возможно, тождественна дочери Сфенела.
- Амфидамант (сын Алея).
- Антиноя.
- Апид (сын Иасия). Сын Ясона из аркадского Паллантия. Во время погребальных игр в честь Азана нечаянно убит Этолом. Сыновья Апида добились изгнания Этола[47].
- Арист. Сын Парфаона, отец Эриманфа[48].
- Аркад.
- Аррон. По версии, сын Эриманфа и отец Псофида[48].
- Арсиноя. Дочь Фегея. Жена Алкмеона. См. Алфесибея.
- Аталанта.
- Биант. Сын Парфенопея, обычно Тлесимен[49].
- Ботах. Сын Иокрита, внук Ликурга. Его именем названа местность Ботахиды в Тегее[50].
- Буколион. Сын Голеаса, отец Фиала. Царь Аркадии[51].
- Галиррофий. Мантинеец, сын Периера. Жена Алкиона. Дети Сем и Алазиг[46]. У Пиндара Олирофий[52]. Галиррофий
- Гелика. Отождествляется с Каллисто из Аркадии[53].
- Гиппофой (сын Керкиона).
- Гиппофой. Некий сын Неэры, дядя Телефа, убит Телефом[54].
- Голеас (Голай). Сын Кипсела, отец Буколиона. Царь Аркадии. В союзе с царями Спарты и Аргоса вернул в Мессению своего племянника Эпита[51].
- Гортин. Сын Стимфала. Построил город Гортину на берегу реки, названной Гортиний[55].
- Деянира. Дочь Ликаона, жена Пеласга, мать младшего Ликаона[56].
- Диомения. Дочь Аркада. В Мантинее её статуя[57].
- Дия. Дочь Ликаона, родила от Аполлона Дриопа[58].
- Еврипил. Некий зять Фегея, убитый им[59].
- Зойтей. Сын Триколона. Основал город Зойтию в Аркадии[60].
- Иас[61]. Сын Ликурга и Клеофилы. Жена Климена, дочь Аталанта[62] (или Иасий[63]). См. Стаций. Фиваида II 219, 254. По Аполлодору, Каллимаху, Элиану и Проперцию, отец Аталанты (по другой версии — Схеней).
- Иасон. Из Аркадии. Отец Апида[47].
- Ипполита (она же Мнесимаха). Дочь Дексамена из Олена, жена Азана[64].
- Каллисто.
- Керкион. Сын Агамеда, отец Гиппофоя[65]. Из Аркадии.
- Киллен. Сын Элата. От него названа гора Киллена в Аркадии[66], Гермес называется Киллений[67].
- Кипсел (сын Эпита).
- Климена. Нимфа, жена Парфенопея, мать Тлесимена[68].
- Климена. Дочь Миния. По версии, жена Иаса, мать Аталанты[62].
- Клитор. Сын Азана. Жил в Ликосуре, был самым могущественным из царей и основал город Клитор. Бездетен[69].
- Крокон. Отец Меганиры, жены Аркада[70]. Возможно, тождествен жителю Аттики.
- Ксанф[71]. Сын Эриманфа, отец Псофиды (по версии)[48].
- Лаодамия. Дочь Амикла, родила от Аркада сына Трифила[72].
- Лаодика. Дочь Кинира. Жена Элата[70].
- Леанира. Дочь Амикла. Жена Аркада[70].
- Ликаон (сын Пеласга).
- Ликаон. По версии, сын Эзея, отец Деяниры, жены Пеласга, и дед младшего Ликаона[73].
- Лимон (Леймон). «Луг». Сын Тегеата и Мэры. Убил своего брата Скефра, который стал тайно разговаривать с Аполлоном. Был поражен стрелой Артемиды[74].
- Меганира. Дочь Крокона. Жена Аркада (по версии)[70].
- Меланион.
- Мегисто. По Арефию из Тегеи, дочь Кефея и внучка Ликаона. На аркадской горе Нонакрис превратилась в медведицу, стала созвездием Большой Медведицы[75]. См. Каллисто.
- Мнесимаха (дочь Дексамена). В Фессалии? (в Элиде?). К ней сватался кентавр Евритион, но Геракл убил его. Жена Азана[76].
- Неэра. Дочь Автолика, бабка Телефа. Покончила с собой из-за смерти своего сына Гиппофоя[54].
- Никтей. Отец Каллисто (по версии Асия)[77].
- Нонакрия. Жена Ликаона. Её именем назван город Нонакрия в Аркадии[78].
- Олирофий (у Пиндара). См. Галиррофий.
- Паророй. Младший сын Триколона. Основал город Парорию в Аркадии[60].
- Парфаон. Из Аркадии. Сын Перифета, отец Ариста[48]. Порфаон
- Парфенопа[79]. Дочь Стимфала. Родила Гераклу Евера[80].
- Парфенопей (сын Меланиона).
- Пеласг (сын Зевса).
- Пеласг. По флиасийской версии, сын Аркада[81].
- Пеласг. Сын Арестора, внук Иасия, основатель Паррасия в Аркадии[82].
- Перей. Сын Элата и Лаодики[70]. У него была дочь Неэра, выданная замуж за Автолика[66].
- Перифет. Сын Никтима, отец Парфаона[48]. en:Periphetes
- Пирифой. Сын Эпита[83]. Из Аркадии.
- Промах (сын Парфенопея).
- Проной. Сын Фегея. Убийца Алкмеона. Убит его сыновьями[29].
- Псофид. Сын Аррона, потомок Никтима. По версии, основатель Псофиды[48].
- Псофида. Дочь Ксанфа, правнучка Аркада. По версии, её именем названа Псофида[48].
- Сем. Сын Галиррофия и Алкионы[84]. Из Мантинеи. Победитель Олимпийских игр, проведенных Гераклом, на конной четверке[52].
- Скефр. Сын Тегеата и Мэры. Когда Аполлон и Артемида пришли в страну тегеатов, он подошёл к Аполлону и стал тайно разговаривать с ним. Его брат Леймон подумал, что он жалуется на него, и убил Скефра. По вещанию из Дельф был учреждён «плач по Скефру»[85]. Именуется «возлюбленным Аполлона»[86].
- Стимфал (сын Элата).
- Стратия. Дочь Фенея, её именем назван город Стратия в Аркадии[87].
- Стратолай. По версии, имя эпигона, сына Парфенопея[88].
- Темен. Сын Фегея. Убийца Алкмеона. Царь Фегеи в период Троянской войны[45].
- Тлесенор. Сын Эпита. Из Аркадии[83].
- Тлесимен. Из Аркадии. Сын либо брат Парфенопея (сына Меланиона), отец Авлона[40]. Сын Парфенопея и нимфы Климены. Один из семи Эпигонов[68]. По другой версии, Промах.
- Трифил. Сын Аркада и Лаодамии, отец Эраса. Его статуя в Дельфах[72]. Дал имя области Трифилии[89].
- Фаланф (Фалант). Сын Агелая. Основал город Фаланф в Аркадии[44]. en:Phalanthus
- Фегей.
- Фегей. Отец Аэропа, дед Эхема[90].
- Фесимен. По версии, имя эпигона, сына Парфенопея[88].
- Фиал. Царь Аркадии. Сын Буколиона, отец Сима[51]. От него город Фигалия стал называться Фиалия, но затем вернул прежнее название[91].
- Финика. Название Малой Медведицы. Была в почёте у Артемиды, когда Зевс соблазнил её, та превратила её в зверя, но затем поместила на небо[92]. См. Каллисто.
- Эзей. По одной версии — отец Ликаона старшего, прадед Ликаона[73].
- Элат (сын Аркада).
- Эпит (сын Гиппофоя).
- Эпит (сын Элата).
- Эрас. Сын Трифила, его статуя в Дельфах (дар тегеатов)[72].
- Эриманф. Сын Аркада, отец Ксанфа[48]. Храм Эриманфа есть у жителей Псофиды и у реки Эриманф[93].
- Эриманф. Сын Ариста, отец Аррона[48].

## Сыновья Ликаона
Хотя, по одной версии, Ликаон имел 22 сына, а по другой — 50, всего в разных источниках упомянуто 73 имени.
- Акак. Сын Ликаона. Основал город Акакесий в Аркадии. Был воспитателем Гермеса. От него Гермес получил эпитет Акакет[94]. См. en:Acacus (Greek mythology)
- Аконтий (Аконт). Сын Ликаона. Погиб от перуна Зевса[35]. Его именем назван город Аконтион в Аркадии[95]. См. Аконтий
- Анкиор. Сын Ликаона. Погиб от перуна Зевса[35].
- Архебат. Сын Ликаона. Погиб от перуна Зевса[35].
- Асеат. Сын Ликаона. Основал город Асея в Аркадии[96].
- Буколион. Сын Ликаона. Погиб от перуна Зевса[35]. См. en:Bucolion
- Галифер (Алифер). Сын Ликаона. Погиб от перуна Зевса[35]. Основал город Алифера в Аркадии, дав ему своё имя[96]. В надписях имя Галифой[97].
- Гарпалей. Сын Ликаона. Погиб от перуна Зевса[35].
- Гарпалик. Сын Ликаона. Погиб от перуна Зевса[35].
- Гелик. Сын Ликаона. Погиб от перуна Зевса[35].
- Гелиссон. Сын Ликаона. Основал город Гелиссон в Аркадии[98].
- Гемон[99]. Сын Ликаона. Основал город Гемонии в Аркадии[100]. Погиб от перуна Зевса[35].
- Генетор. Сын Ликаона. Погиб от перуна Зевса[35].
- Герей. Сын Ликаона. Основал город в Аркадии, дав ему своё имя[101]. Погиб от перуна Зевса[35].
- Гипсунт. Сын Ликаона. Основал город Гипсунт в Аркадии[102]. Или Гипс, основал Фирей в Аркадии[103].
- Гоплей. Сын Ликаона. Погиб от перуна Зевса[35].
- Гор. Сын Ликаона. Погиб от перуна Зевса[35].
- Дасеат. Сын Ликаона. Основал город Дасея в Аркадии[98].
- Евемон. Сын Ликаона. Погиб от перуна Зевса[35].
- Евмет. Сын Ликаона. Погиб от перуна Зевса[35].
- Евмон. Сын Ликаона. Погиб от перуна Зевса[35].
- Кавкон. Сын Ликаона. Погиб от перуна Зевса[35].
- Канет. Сын Ликаона. Погиб от перуна Зевса[35].
- Картерон. Сын Ликаона. Погиб от перуна Зевса[35].
- Кефей (Кетей). Из Аркадии. Согласно Арефию из Тегеи, сын Ликаона и отец Мегисто, возлюбленной Зевса. Стал созвездием Коленопреклоненного (совр. Геркулес), оплакивая дочь, превращённую в медведицу[104]. Отец Каллисто (по версии Ферекида)[77].
- Кинеф (Кинет). Сын Ликаона. Погиб от перуна Зевса[35]. От него город Кинефа в Аркадии[105].
- Клитор. Сын Ликаона. Погиб от перуна Зевса[35].
- Коретонт. Сын Ликаона. Погиб от перуна Зевса[35].
- Кром. Сын Ликаона. Основал город Кромы в Аркадии[96].
- Леонт. Сын Ликаона. Погиб от перуна Зевса[35].
- Ликий. Сын Ликаона. Погиб от перуна Зевса[35]. Основал город Ликоя в Аркадии[96].
- Лин. Сын Ликаона. Погиб от перуна Зевса[35]. См. Лин
- Макарей. Сын Ликаона. Погиб от перуна Зевса[35]. Основал город Макария в Аркадии[98]. См. Макарей
- Македн. Сын Ликаона. Погиб от перуна Зевса[35]. См. Македон
- Мантиней. Сын Ликаона. Основал город Мантинею в Аркадии в месте, которое позже называлось Птолис, но затем город был перенесен[106]. Погиб от перуна Зевса[35]. Отец Аглаи, дед Акрисия[107].
- Мекистей. Сын Ликаона. Погиб от перуна Зевса[35]. См. Мекистей
- Меланей (Меленей). Сын Ликаона. Погиб от перуна Зевса[35]. Основал город Меленеи (Мелайнеи) в Аркадии[108]. См. Меланей (сын Аполлона)
- Менал. Старший сын Ликаона. По его совету его братья накормили Зевса человеческим мясом. Погиб от перуна Зевса[35]. Основал самый знаменитый в древности город в Аркадии Менал[96]. Отец Аталанты (по Еврипиду[109])[62].
- Никтим.
- Оресфей[110]. Сын Ликаона. Основал город Оресфасий в Аркадии, который позднее стал называться Орестеем[111].
- Орхомен[112]. Сын Ликаона. Погиб от перуна Зевса[35]. Основал город Мефидрий и Орхомен в Аркадии[113]. По версии, отец Аркада[114]. См. Орхомен
- Паллант. Сын Ликаона. Погиб от перуна Зевса[35]. Основал Паллантий в Аркадии[115]. Статуя в Паллантии[116]. Его именем назван Паллантей[англ.] в Лации[117]. По аркадскому преданию, был воспитателем Афины и отцом богини Ники[118]. См. en:Pallas (son of Lycaon)
- Паррасий. Сын Ликаона, основатель города, связан с Аристеем[119].
- Певкетий. Сын Ликаона. Погиб от перуна Зевса[35]. Либо переселился в Италию вместе с братом Энотром в Япигию, его именем назван народ певкетиев[120].
- Переф. Сын Ликаона. Основал город Перефы в Аркадии[96].
- Платон. Сын Ликаона. Погиб от перуна Зевса[35].
- Полих. Сын Ликаона. Погиб от перуна Зевса[35].
- Портей. Сын Ликаона. Погиб от перуна Зевса[35].
- Профой. Сын Ликаона. Погиб от перуна Зевса[35].
- Соклей. Сын Ликаона. Погиб от перуна Зевса[35].
- Стимфал. Сын Ликаона. Погиб от перуна Зевса[35].
- Суматей. Сын Ликаона. Основал город Суматия в Аркадии[121].
- Тегеат. Сын Ликаона. Основал город Тегею в Аркадии. В его правление было 8 демов: Гареаты, Филакеи, Кариаты, Корифеи, Потахиды, Ойаты, Мантуреи, Эхевефы[122]. Его могильный памятник в Тегее, там же памятник его жены Мэры[123]. Дети Скефр, Леймон, Кидон, Катрей и Гортин[124].
- Телебой. Сын Ликаона. Погиб от перуна Зевса[35].
- Титанай. Сын Ликаона. Погиб от перуна Зевса[35].
- Трапезей. Сын Ликаона. Основал город Трапезунт в Аркадии[125].
- Триколон. Сын Ликаона[126]. Основал город Триколоны в Аркадии[96]. Предок другого Триколона. Отец Зойтея и Паророя[60].
- Фасс. Сын Ликаона. Погиб от перуна Зевса[35].
- Фелл. Эпоним города в Аркадии. Сын Ликаона и Мелибеи[127].
- Феспрот (Теспрот). Сын Ликаона. Погиб от перуна Зевса[35].
- Фигал. Сын Ликаона. Основал город Фигалию в Аркадии. Город позднее стал называться Фиалией[111]. По версии, Фигал был автохтон, либо была дриада Фигалия[128].
- Финей[129]. Сын Ликаона. Погиб от перуна Зевса[35]. Вергилий упоминает «дом Финея» в Аркадии[130]. См. en:Phineas
- Фирей. Сын Ликаона. Основал город Фирейон в Аркадии, также его именем названы Фирея в Арголиде и Фиреатский залив[102].
- Фисий. Сын Ликаона. Погиб от перуна Зевса[35].
- Фокн. Сын Ликаона. Основал город Фокнию в Аркадии[131].
- Фтий. Сын Ликаона. Погиб от перуна Зевса[35].
- Харисий. Сын Ликаона. Основал город Харисии в Аркадии[96].
- Эгеон. Сын Ликаона. Погиб от перуна Зевса[35].

См. также:
- Давн (сын Ликаона). Переселился из Аркадии в Италию.
- Иапиг. По версии, сын Ликаона, переселился в Италию.
- Лебеад (сын Ликаона). Бежал из Аркадии в Беотию.
- Элевфер (сын Ликаона). Бежал из Аркадии в Беотию.
- Энотр (сын Ликаона). Переправился в Италию.

## Тегея
- Авга.
- Агапенор.
- Алей.
- Амфидамант (сын Алея).
- Анкей (сын Ликурга).
- Антиноя. Жена Ликурга, мать Анкея[132].
- Афидант (сын Аркада).
- Аэроп.
- Аэропа. Дочь Кефея. Родила от Ареса сына Аэропа, умерла при родах[133].
- Евринома. Жена Ликурга (сына Алея), по одной из версий[62].
- Иотида[134]. Жена Анкея, мать Агапенора[135].
- Кефей (из Аркадии).
- Клеобула. По версии, жена Алея, мать Кефея и Амфидаманта[136].
- Клеофила. Жена Ликурга (сына Алея)[62].
- Лаодок. Сын Эхема и Тимандры[137]. Один из героев, участвовавших в походе на Фивы. На Немейских играх победил в метании копья[138]. По его имени назван поселок Ладокея рядом с Тегеей[139].
- Левкона. Дочь Афиданта. Её именем назван ключ Левконий около Тегеи, там её могильный памятник[140].
- Ликург (сын Алея).
- Неэра. Дочь Перея. Жена Алея, мать Авги, Кефея и Ликурга[70]. По другой версии, жена Автолика[66].
- Стеропа[141]. Дочь Кефея. Из Аркадии. Геракл дал ей локон Горгоны в медном кувшине[142], чтобы защититься от нападения аргивян на Тегею.
- Тимандра. Дочь Тиндарея и Леды. Жена Эхема, мать Лаодока[143][144]. Изменила мужу с Филеем[145]. См. Тимандра
- Эпох. Сын Ликурга (сына Алея) и Клеофилы[62]. Участник Калидонской охоты[146]. Заболел и умер раньше отца[147].
- Эхем.

## Нимфы и божества
- Алкиноя. Аркадская нимфа. Её изображение на рельефе в храме Афины в Тегее[148]. См. Алкиона. (по англовики:) Океанида, одна из ликейских нимф в Аркадии. Кормилица Зевса. Алкиноя
- Анит. Титан. Воспитатель Деспойны. Его статуя в храме Деспойны у Акакесия в Аркадии[149].
- Анфракия. Аркадская нимфа, её изображение было в Мегалополе[150]. Её изображение на рельефе в храме Афины в Тегее[148].
- Архироя. Аркадская нимфа, её изображение было в Мегалополе[150].
- Гагно. Аркадская нимфа. Воспитала Зевса, её именем назван источник на горе Ликее[151]. Её изображение было в Мегалополе[150]. Её изображение на рельефе в храме Афины в Тегее[148].
- Главка. Аркадская нимфа. Её изображение на рельефе в храме Афины в Тегее[148].
- Гоплодам. Один из гигантов, охранявших Рею на горе Тавмасион (Аркадия), когда она была беременна Зевсом[152]. Имя сравнивают с культом Зевса Гоплосмия (в надписях)[153].
- Дафна. Нимфа.
- Дриопа. Нимфа. Дочь Дриопа, родила от Гермеса Пана[154].
- Ида. Аркадская нимфа. Её изображение на рельефе в храме Афины в Тегее[148].
- Киллена[155]. Нимфа. По версии, жена Пеласга, мать Ликаона[35]. Либо жена Ликаона, мать его детей[156].
- Киллена. Горная нимфа, воспитывала Гермеса[157]. Действующее лицо в сатировской драме Софокла «Следопыты».
- Корифа. Океанида, родила от Зевса Корию[158], или Афину Корифасийскую (по мессенцам)[159].
- Кория. Эпитет Афины, храм у Клитора в Аркадии[160]. Считается дочерью Зевса и океаниды Корифы[158].
- Ладон[161]. Речной бог. Сын Океана и Тефии[162]. Аркадия. Отец Метопы[163]. Отец Дафны[164]. Ладон (река)
- Майя. Старшая из семи сестёр-плеяд, нимфа гор.
- Мелибея. Дочь Океана. Жена Пеласга, мать Ликаона[35]. Либо жена Ликаона (комм. к Гесиоду), мать Фелла[127]. en:Meliboea
- Метопа. Дочь Ладона. Жена Асопа[165]. Мать Фивы[166]. Источник в Аркадии, близ Стимфала, который уподобляют корове[167].Метопа (нимфа)
- Мера. (Мэра. См. Меропа)[168]. Дочь Атланта. Погребена в Тегее; по другой версии, в Мантинее[169]. Жена Тегеата, царя Тегеи[123]. «Место пляски Мэры» было в Аркадии[170].
- Миртоесса. Аркадская нимфа, её изображение было в Мегалополе[150].
- Неда. Нимфа, воспитавшая Зевса, её именем названа река в Мессении (граница с Элидой)[171]. Принесла Зевса на Крит[172]. Нимфа, её изображение было в Мегалополе[150] и на рельефе в храме Афины в Тегее[148]. Рея после рождения Зевса заставила источник прорваться на поверхность, образовав реку Неда, чтобы обмыть младенца[173].
- Неида. Имя нимфы Киллены[156].
- Номия. Нимфа из Аркадии. Изображена в Аиде на картине Полигнота в Дельфах, ноги Каллисто лежат у неё на коленях[174].en:Nomia (mythology)
- Ойнеида. Нимфа, мать Пана от Зевса[175].
- Орсиноя. Нимфа, родила от Гермеса Пана[176].
- Пенелопа (дриада). Нимфа, супруга Гермеса[177]. Мать Пана[178]. en:Penelope (dryad)
- Синоя. Нимфа, которая была кормилицей Пана. В Мегалополе была статуя Пана Синойского[179].
- Сиринга. Наяда.
- Фейсоя. По аркадской версии, нимфа, воспитавшая Зевса. По её имени назван город в Паррасии, её почитают на северном склоне Ликейской горы[180]. Её изображение на рельефе в храме Афины в Тегее[148].
- Фельпуса. Нимфа, дочь Ладона. Её именем назван город Фельпуса в Аркадии[181].
- Фигалия. Дриада. По версии, её именем назван город Фигалия[128].
- Фимбрида (Фимбра). Нимфа, мать Пана от Зевса[182].
- Фрикса. Аркадская нимфа. Её изображение на рельефе в храме Афины в Тегее[148].
- Хрисопелия. Нимфа. Жена Аркада (по версии Евмела)[183].
- Эноя. Аркадская нимфа. Воспитала Зевса. Её изображение на рельефе в храме Афины в Тегее[148]. По Арефу из Тегеи, родила от Эфира Пана[176].
- Эрато (дриада). Жена Аркада, мать Азана, Афиданта и Элата[41]. Была прорицательницей в храме Пана, были её стихи-прорицания[184]. en:Erato (dryad)
- Эриманф. Сын Океана[185], бог реки в Аркадии. Река в Аркадии[186], омывает Псофид. Река в Псофиде[187]. Её представляют в человеческом образе[167].

## Другие персонажи
- Аконтей. Аркадец, участник похода против Фив. Убил тигриц Диониса. Убит жрецом Фегеем[188].
- Алкимедонт.
- Анфемона. Дочь Энея, выданная им замуж в Аркадии[189].
- Аркад. Участник Калидонской охоты. Убит вепрем[190]. См. Аркад
- Арсиноя. Жена Арсиппа, родила от него Асклепия[191].
- Арсипп. По версии, жена Арсиноя, сын Асклепий[191].
- Астианакт. Некий потомок Аркада. Памятник ему был у горы Ликея (возможно, исторический, а не мифический персонаж)[192]. См. Астианакт
- Атис. Некий аркадский герой, убитый вепрем[193].
- Батт.
- Блиада[194]. Аркадская героиня. Мать Менефрона. Нечестиво возлежала с ним[195].
- Буфаг. Житель Феней (Аркадия). Сын Япета и Форнак. Муж Промны. Встретил раненого Ификла и похоронил его. Дерзнул посягнуть на Артемиду, она поразила его стрелой на горе Фолое[196].
- Гилей.
- Гилипп. Аркадец, жена-тирренка родила ему 9 сыновей, спутников Энея. Один из сыновей убит Толумнием[197].
- Гомад. Кентавр. Убит Гераклом в Аркадии, когда пытался изнасиловать сестру Еврисфея Алкиону[198].
- Гуней. Отец Лаономы, жены Алкея (по аркадской версии)[199]. См. en:Guneus
- Дамифал. Житель Феней (Аркадия). Вместе с Трисавлом гостеприимно принимал у себя Деметру, та дала им семена стручковых растений. Они выстроили храм Деметры Фесмии на горе Киллене и учредили мистерии[200].
- Деимант. Из Аркадии, сын Дардана и Хрисы, стал царем[201].
- Димант. Из Менала. Участник похода против Фив. Участник состязаний в беге на Немейских играх[202]. Убит во время ночной вылазки[203].
- Доркей. Из Менала. Спутник Партенопея, участник похода против Фив. Его облик принимает Артемида[204].
- Евадна. Дочь Посейдона и Питаны (дочери Еврота)[205]. Воспитана Эпитом аркадским. Родила от Аполлона сына Иама[206].
- Евгипп. Аркадец, связан с Аргосом[207].
- Евер. Сын Геракла и Парфенопы[80].
- Иапет. Жена Форнак, сын Буфаг из Аркадии[208]. По версии, отец Дрианта[209].
- Киллена. Аркадская героиня, любовница своего отца Менефрона[195].
- Кодона. Дочь Энея, выданная им замуж в Аркадии[189].
- Кориф. Царь из Аркадии. Приемный отец Телефа[210]. en:Corythus
- Крий. Отец Форбанта и Эревфалиона, жена Меланфо[211].
- Лаонома. Из Фенеи (Аркадия). Дочь Гунея. Жена Алкея, мать Амфитриона (по аркадской версии). В Фенее жил Геракл, изгнанный из Тиринфа, и сделал там пропасти под горами, и канал для реки Ароания[212].
- Ликорта. Друг Геракла. Жил в городе Фегии (Аркадия). Воспитал сыновей Геракла Эхефрона и Промаха[213].
- Мараф. Сын Аполлона[58]. Согласно Дикеарху, герой из Аркадии, союзник Диоскуров при их вторжении в Аттику. Во исполнение пророчества принес себя в жертву во время сражения[214].
- Менефрон. Аркадский герой. Возлежал со своей дочерью Килленой и матерью +Блиадой+[215].
- Менот. Аркадец, спутник Энея. Убит Турном[216].
- Мииагр («Мухолов»). Некий герой, которому приносили жертвы в Алифере (Аркадия)[217].
- Наос. Потомок Евмолпа в третьем колене. Согласно вещанию из Дельф, прибыл в Феней (Аркадия) и учредил мистерии Деметры Элевсинской[218].
- Онкий (Онк). Сын Аполлона. Царствовал в местечке Онкее (Аркадия)[219]. Когда Деметра стала кобылицей, она смешалась с табуном лошадей Онка, но Посейдон настиг её. Геракл выпросил у него на время коня Ариона, когда сражался с элейцами[220].
- Орнит. Герой из Аркадии. См. Тевфид.
- Промах. Сын Геракла и Псофиды, воспитан в Фегии, переименованном в Псофиду. Его святилище в Псофиде[221]. См. Промах
- Промна. Жительница Феней (Аркадия). Жена Буфага. Встретила с мужем раненого Ификла и похоронила его[222].
- Псофида. Дочь Эрика, родила от Геракла Эхефрона и Промаха. Сыновья переименовали Фегию в Псофиду (по версии)[213].
- Рек (кентавр).
- Савр. Жил около реки Эриманф. Грабил путников и соседей, пока не получил возмездия от Геракла. У хребта Савра есть его могила и святилище Геракла[223].
- Сатир. Притеснял жителей Аркадии, отнимая у них скот. Убит Аргосом Паноптом[224].
- Стентор.
- Схеней.
- Тевфид.
- Тегея. Имя жены Атланта[225].
- Темен[226]. Сын Пеласга. Жил в древнем Стимфале и там воспитал Геру, основав в её честь три храма: Геры Ребёнка; затем Геры Телеи (Взрослой), когда она вышла замуж; Геры Вдовицы, когда она разошлась с Зевсом и вернулась в Стимфал[227].
- Тригона. Кормилица Асклепия, воспитала его в Фельпусе (Аркадия), поэтому там был храм Асклепия Мальчика и могильный памятник Тригоны[42].
- Триколон (Трикорон). Из Аркадии. Согласно поэме «Великие Эои» и схолиям к Пиндару, одиннадцатый жених Гипподамии, погибший от руки Эномая[126].
- Трисавл. Житель Феней (Аркадия). Вместе с Дамифалом гостеприимно принимал у себя Деметру, та дала им семена стручковых растений. Они выстроили храм Деметры Фесмии на горе Киллене и учредили мистерии[200].
- Феней. Автохтон, основал город Феней в Аркадии[228]. О Фенее много упоминаний, но не аркадских[229].
- Фиало. Из Аркадии. Дочь Алкимедонта. Родила от Геракла Эхмагора. Отец бросил её с ребёнком в горы. Услышав крик сороки, Геракл спас их[230].
- Форбант. Сын Крия и Меланфо, брат Эревфалиона, отец Арестора[211].en:Phorbas
- Форнак. Имя встречается в Аркадии и Лаконике. Жена героя Япета, мать Буфага[208].
- Экл (сын Антифата).
- Эревфалион. Вождь аркадян, друг Ликурга, подчиненный ему. Убит Нестором[231]. Согласно Арефу из Тегеи, Эревфалион был убит, но аркадяне одержали победу[232].
- Эхефрон. Сын Геракла и Псофиды, воспитан в Фегии, переименованном в Псофиду. Его святилище в Псофиде[221].
- Эхмагор. Из Аркадии. Сын Геракла и Фиало[230].

Животные:
- Доркей. Пёс Актеона, из Аркадии[233].
- Керинейская лань.
- Орибас (Орибаз). Пёс Актеона, из Аркадии[233].
- Памфаг. Пёс Актеона, из Аркадии[233].
- Стимфалийские птицы.
- Эриманфский вепрь.